# 科恩河谷 (英國國會選區)
科恩河谷（英語：Colne Valley），英國國會一郡選區，包括英格蘭約克郡-亨伯西約克郡西南部、柯克利斯西部，共六個地方選區。
始於1885年。早期是自由黨的選區，一次大戰後、1970年代以前為工黨的選區。近四十年來形成了工黨、保守黨和自民黨相爭的局面。2010年大選中工黨的現任議員卡莉·莫特福宣佈退休，保守黨的賈森·麥卡尼以37.0%選票取得議席。